# Iller-Rottal
Iller-Rottal ist ein vom Landratsamt Biberach am 29. Juli 1971 durch Verordnung ausgewiesenes Landschaftsschutzgebiet auf dem Gebiet der Gemeinden Berkheim, Dettingen an der Iller, Erlenmoos, Erolzheim, Kirchberg an der Iller, Kirchdorf an der Iller, Ochsenhausen, Rot an der Rot, Schwendi, Tannheim und Gutenzell-Hürbel. Es ist mit über 144 km² das größte Landschaftsschutzgebiet in Baden-Württemberg.

## Lage
Das Landschaftsschutzgebiet Iller-Rottal liegt im Osten des Landkreises Biberach an der Landesgrenze zu Bayern. Es umfasst Teile des Illertals und des Rottals, sowie die dazwischenliegenden Landschaften mit Ausnahme der Ortslagen. Es gehört zu den Naturräumen Holzstöcke und Unteres Illertal.

## Landschaftscharakter
Das Schutzgebiet wird vor allem durch den Ackerbau geprägt. Entlang der Fließgewässer finden sich auch Grünlandbereiche. Der Molasserücken zwischen den Tälern ist größtenteils bewaldet.

## Zusammenhängende Schutzgebiete
Durch das Landschaftsschutzgebiet zieht sich das FFH-Gebiet Rot, Bellamonter Rottum und Dürnach. Im Norden schließt das Landschaftsschutzgebiet Balzheim an. Im Südwesten das Landschaftsschutzgebiet Höllwiesental. Auf Bayerischer Seite schließen die Landschaftsschutzgebiete Illerauen nördlich von Buxheim und Illerauwald von Neu-Ulm bis Kellmünz an.